# Parc Phœnix
Ne doit pas être confondu avec Phoenix Park.
Le parc Phœnix est un parc botanique et zoologique situé à Nice, dans le département des Alpes-Maritimes, en France, labellisé jardin remarquable.

## Localisation et histoire

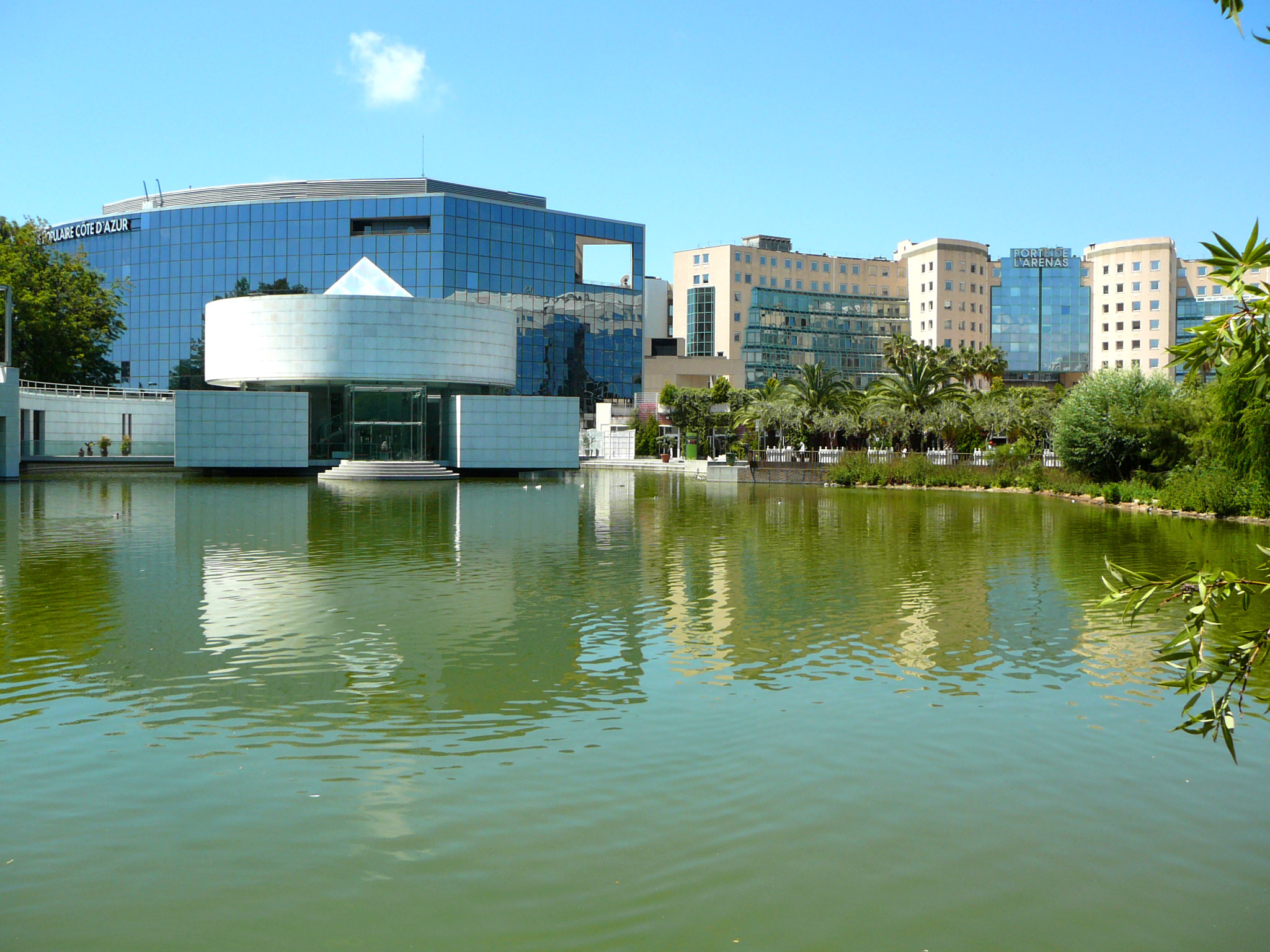
Le musée des arts asiatiques de Nice, juste au dessus de l'eau, à gauche, aux abords du parc Phoenix.

Situé à l'entrée sud-ouest de Nice, dans le quartier de l'Arénas, le long de la promenade des Anglais, il s'étend sur sept hectares disposés autour d'une pièce d'eau centrale. Il est inauguré le 14 février 1990 après 26 mois de travaux pour un budget de 308 millions de francs (47 millions d'euros),. Son nom provient du Phoenix canariensis, l'espèce de palmier la plus répandue sur la Côte d'Azur.
À son ouverture, le parc dispose de 1 600 espèces de plantes et est organisé en trois thèmes principaux : les relations de la plante avec l'homme, son milieu et le temps.
La communauté urbaine Nice Côte d'Azur a établi son siège dans un bâtiment situé sur le côté nord du parc. C'est notamment là que se réunissait le conseil communautaire avant d'investir le centre universitaire méditerranéen en décembre 2010. Dès sa création, le 31 décembre 2011, la métropole Nice Côte d'Azur y a également établi son siège social.
Le parc est également accolé au musée des arts asiatiques de Nice fondé en février 1998 dont le bâtiment est l'œuvre de l'architecte japonais Kenzo Tange.

## Description
Le parc dispose d'une vingtaine de zones à thème incluant serre tropicale, étangs, jardins méditerranéens, ainsi que plusieurs espaces réservés aux animaux, comptant au total près de 2 500 espèces végétales.

### Jardins extérieurs

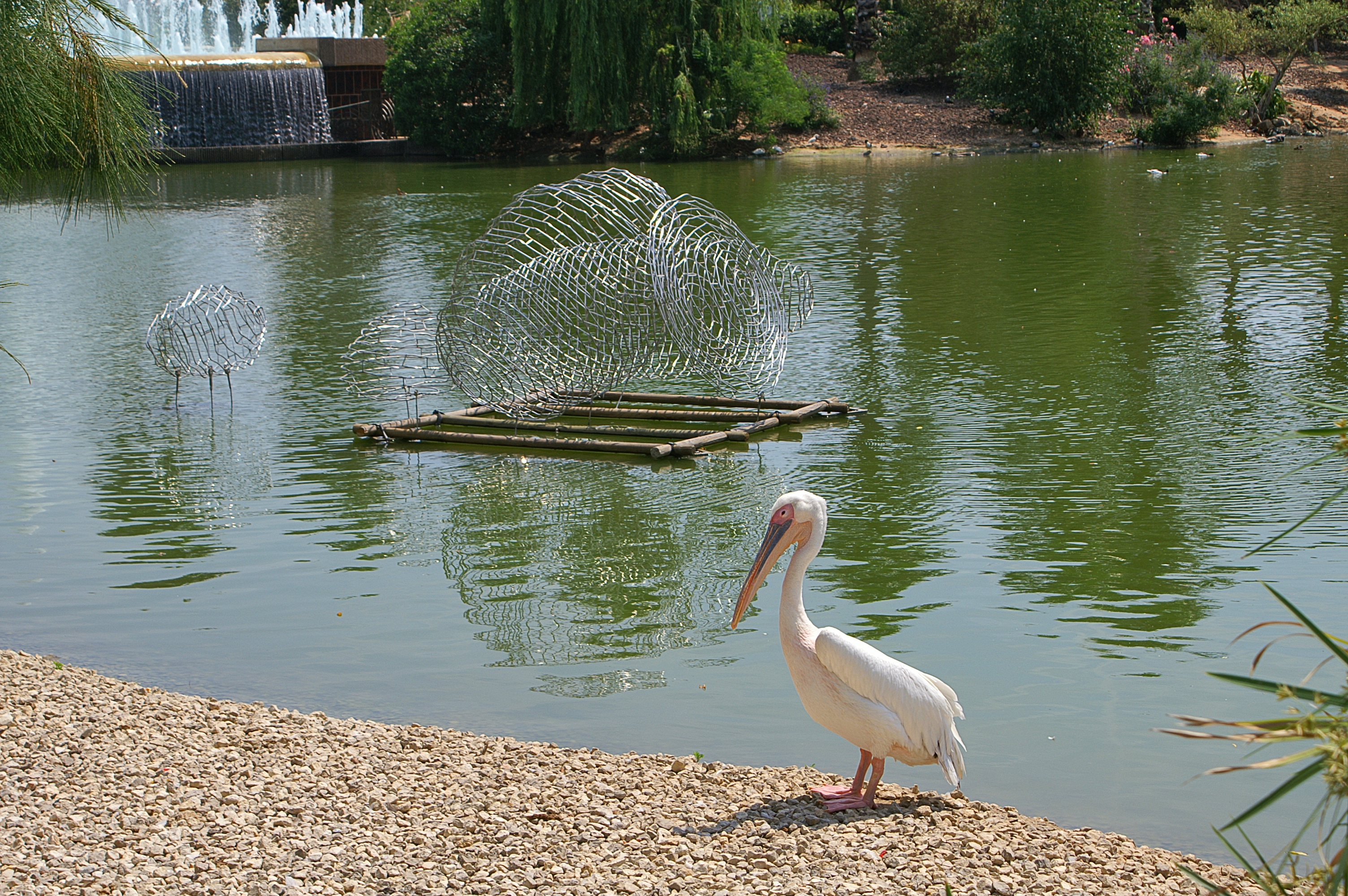
Pélican et bassin du parc.

Le parc se compose en plus de la grande serre d'un ensemble de jardins qui s'articulent autour d'un bassin de 3 500 m2, où vivent librement pélicans, cygnes, oies, canards et tortues. D'autres animaux existent dans le parc mais sont en cage. On retrouve de nombreux volatiles : rapaces diurnes ou nocturnes, grues couronnées, nandous, aras, ainsi que des mammifères : wallabys, chiens de prairie, loutres, porcs-épics, etc. La plupart des animaux proviennent de saisies chez des particuliers. Les jardins présentent des espaces aménagés dans un but ornemental mélangeant des plantes méditerranéennes (lauriers roses, Phoenix, Washingtonia, lavandes, plantes bulbeuses, etc.) et plantes succulentes (cactus, euphorbes, aloès, agaves, etc.). Les plantes potagères inclut notamment des plantes méditerranéennes : oliviers, orangers, herbes aromatiques. Une portion des jardins donnant sur le bassin compte plusieurs espèces primitives comme les araucarias appelée l'île des temps révolus. À proximité se trouve une bambouseraie.

### La serre

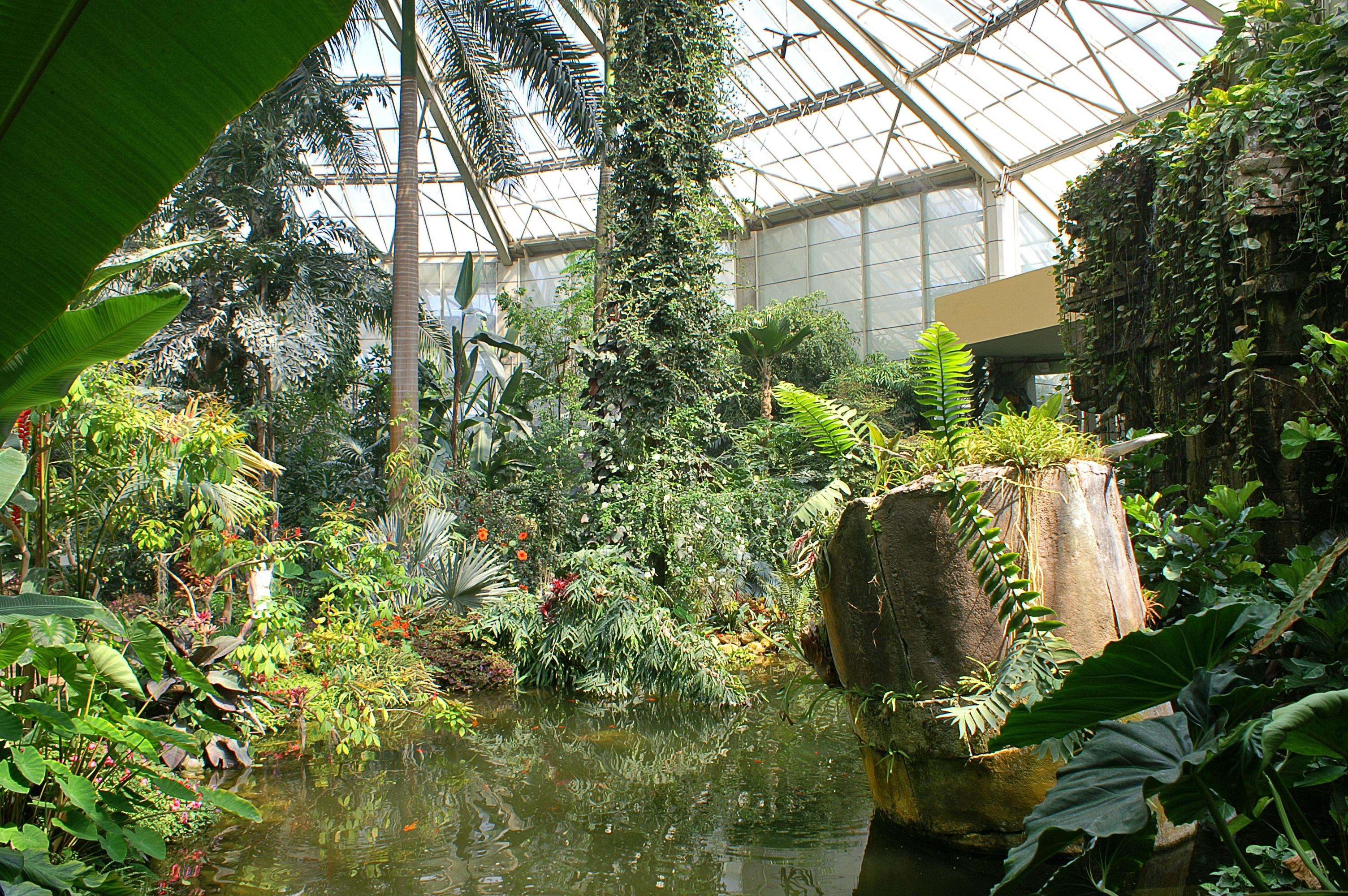
L'intérieur de la serre tropicale.

Point névralgique du parc, la serre, d'une superficie de 7 000 mètres carrés pour 25 mètres de haut et 100 mètres de diamètre, recouverte d'une verrière de 10 000 m2, une des plus grandes d'Europe, et sans support, compte sept espaces distincts. Sept climats différents y sont reconstitués par ordinateur.
On y trouve dans une atmosphère tropicale humide une forêt de fougères arborescentes, une très vaste collection d’orchidées (vanda, dendrobium, phalaenopsis, paphiopedilum, oncidium, etc.) et de broméliacées - hybrides et botaniques - le jardin de Louisiane (avec les caïmans à lunettes), le jardin de Thaïlande. On trouve un grand nombre de plantes de groupes divers : hibiscus, palmiers, aracées, aristoloches, plantes carnivores, ficus, heliconia, bananiers, acacias, etc. Le jardin d’Afrique australe expose des végétaux de climat aride et méditerranéen chaud incluant aloès, euphorbes, stapelias, plantes bulbeuses et protéacées. En sous-sol on accède à une série d'aquariums et de terrariums incluant poissons tropicaux - d'eau douce et salée, insectes, myriapodes et arachnides. D'autres animaux vivent librement dans la serre comme des canards mandarins, flamants du Chili et iguanes.

## Expositions
Régulièrement, des expositions en rapport avec la nature et la biodiversité prennent place au sein du parc,.

## Galerie

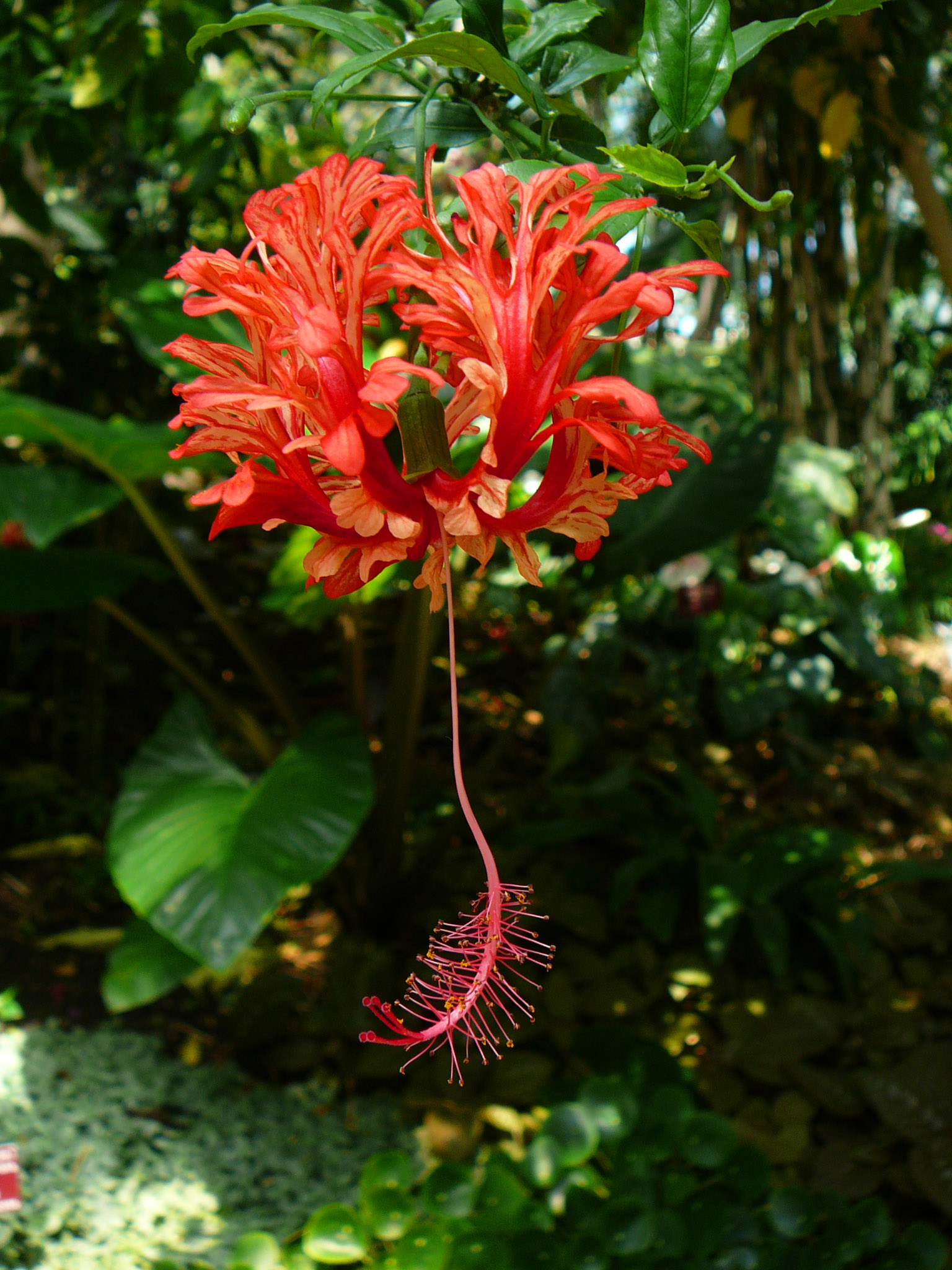
Hibiscus schizopetalus
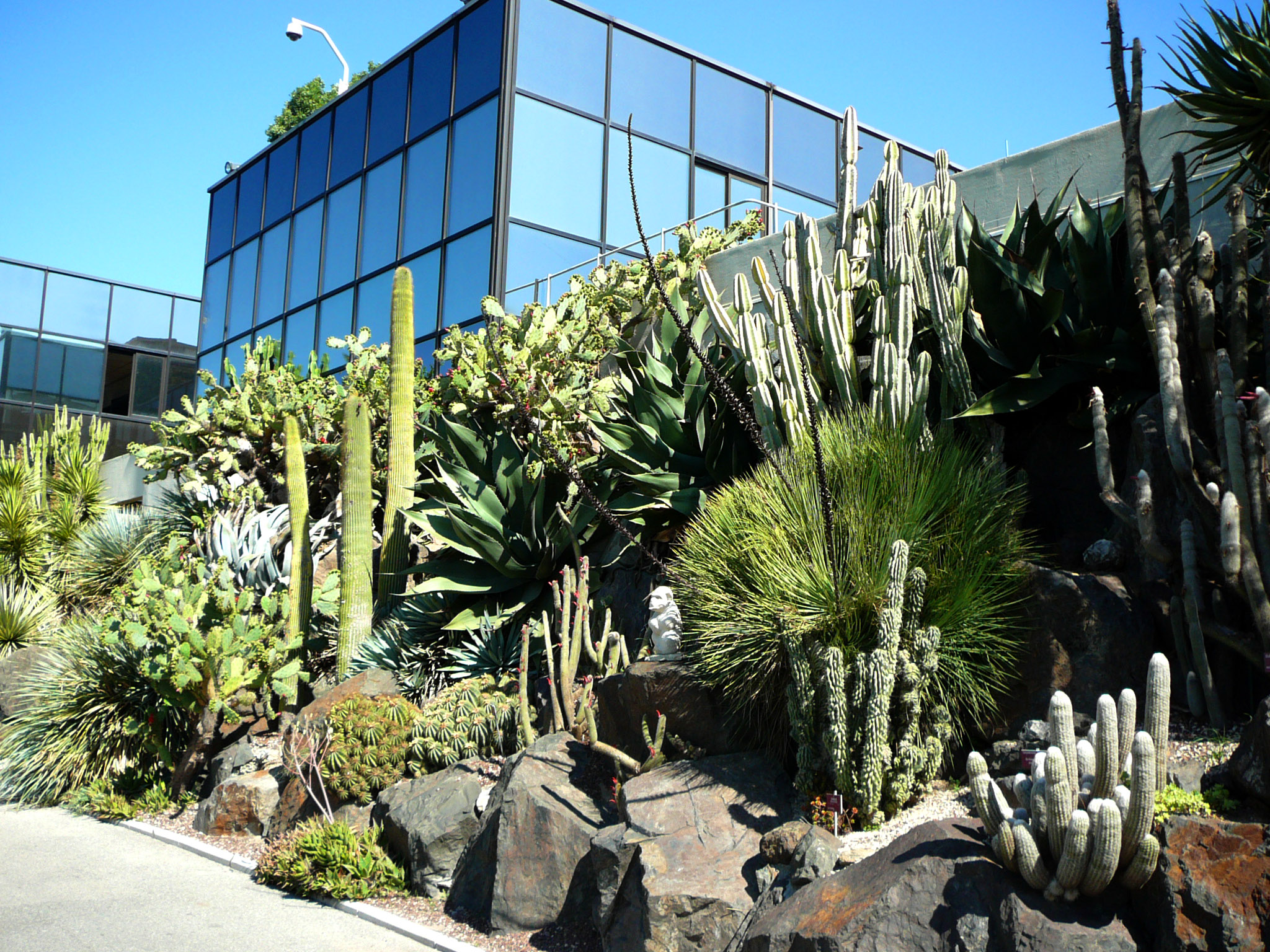
Jardin aride avec cactus et succulentes
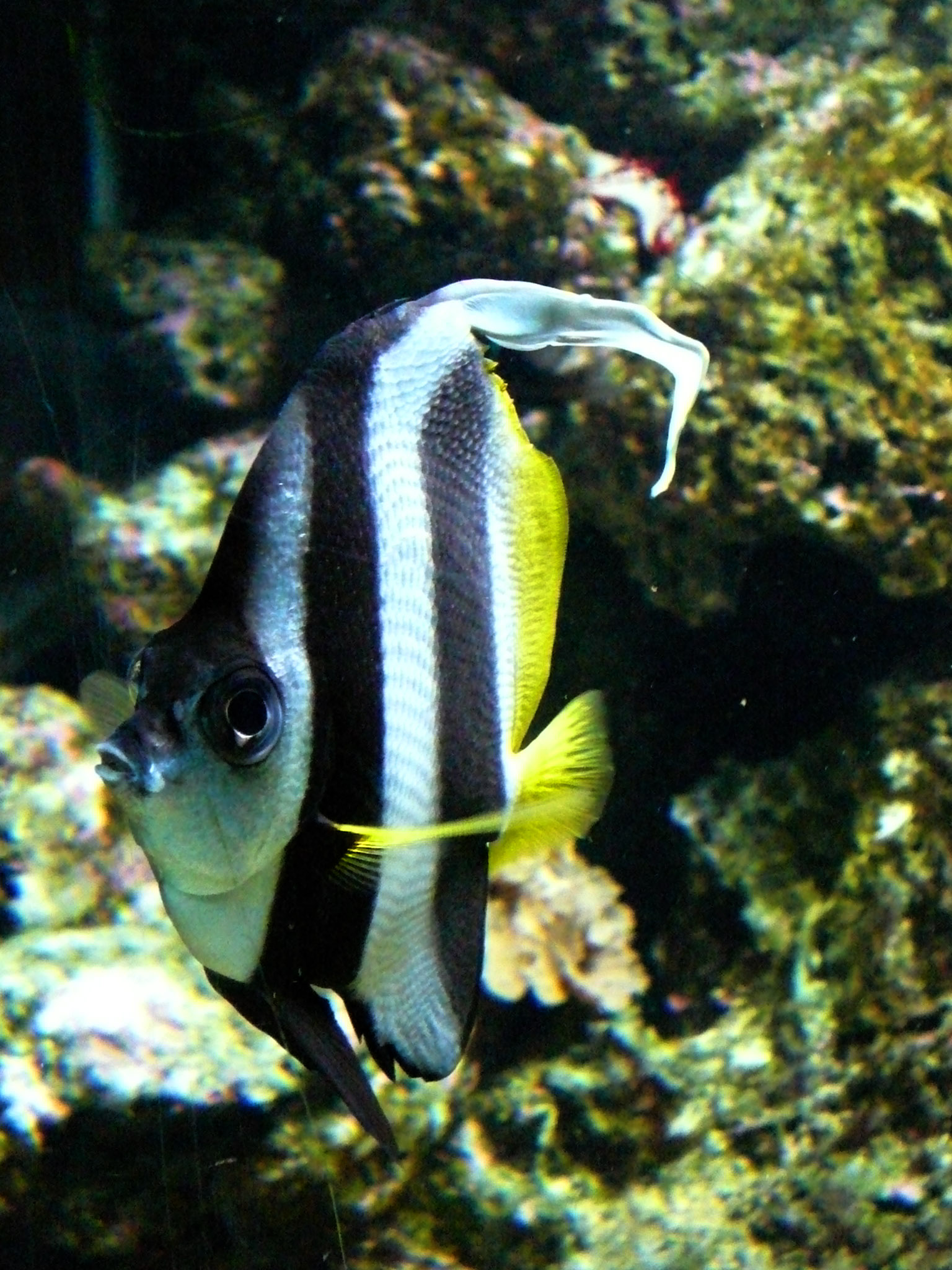
Heniochus acuminatus
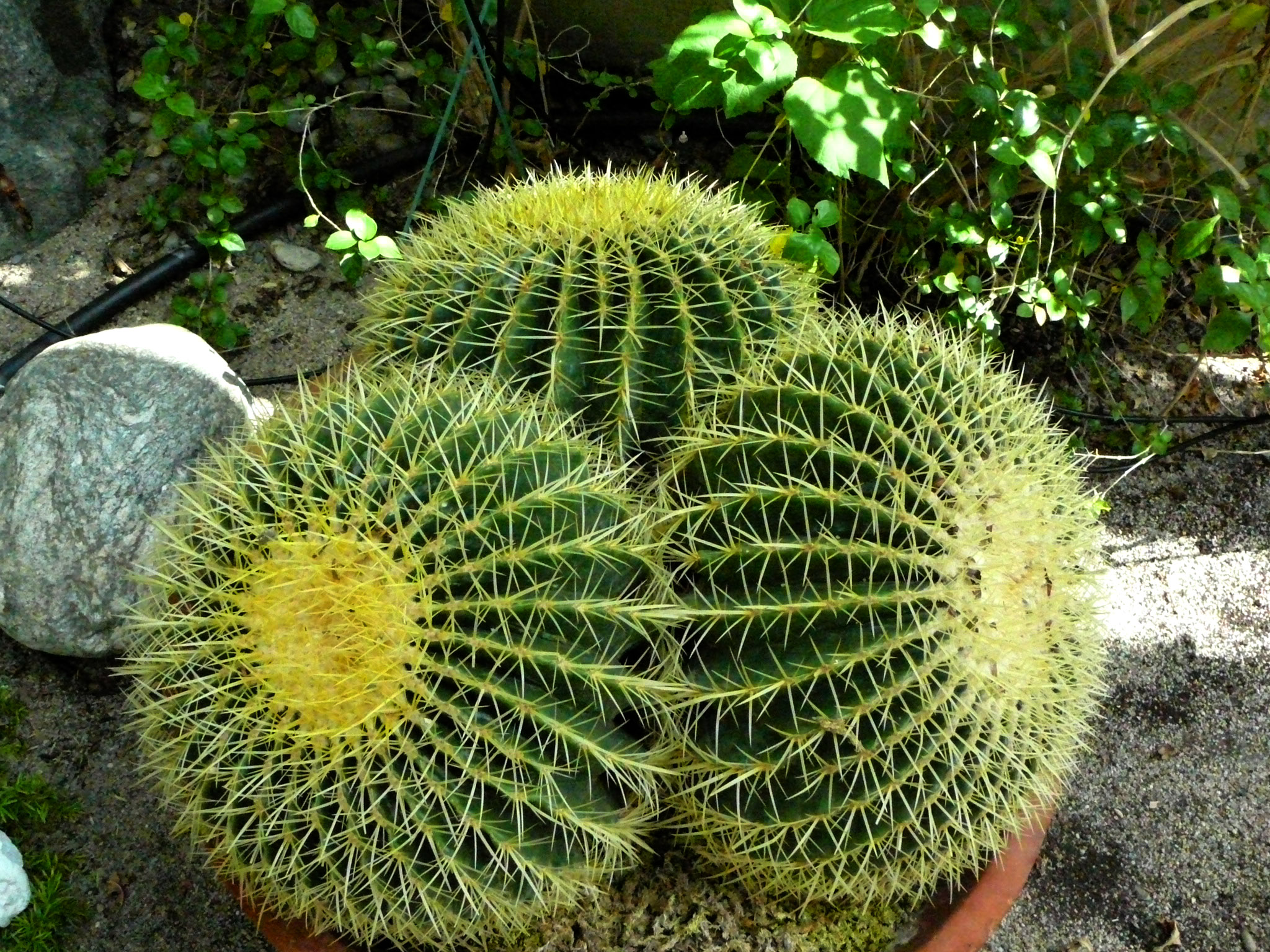
Kroenleinia grusonii un cactus originaire du Mexique
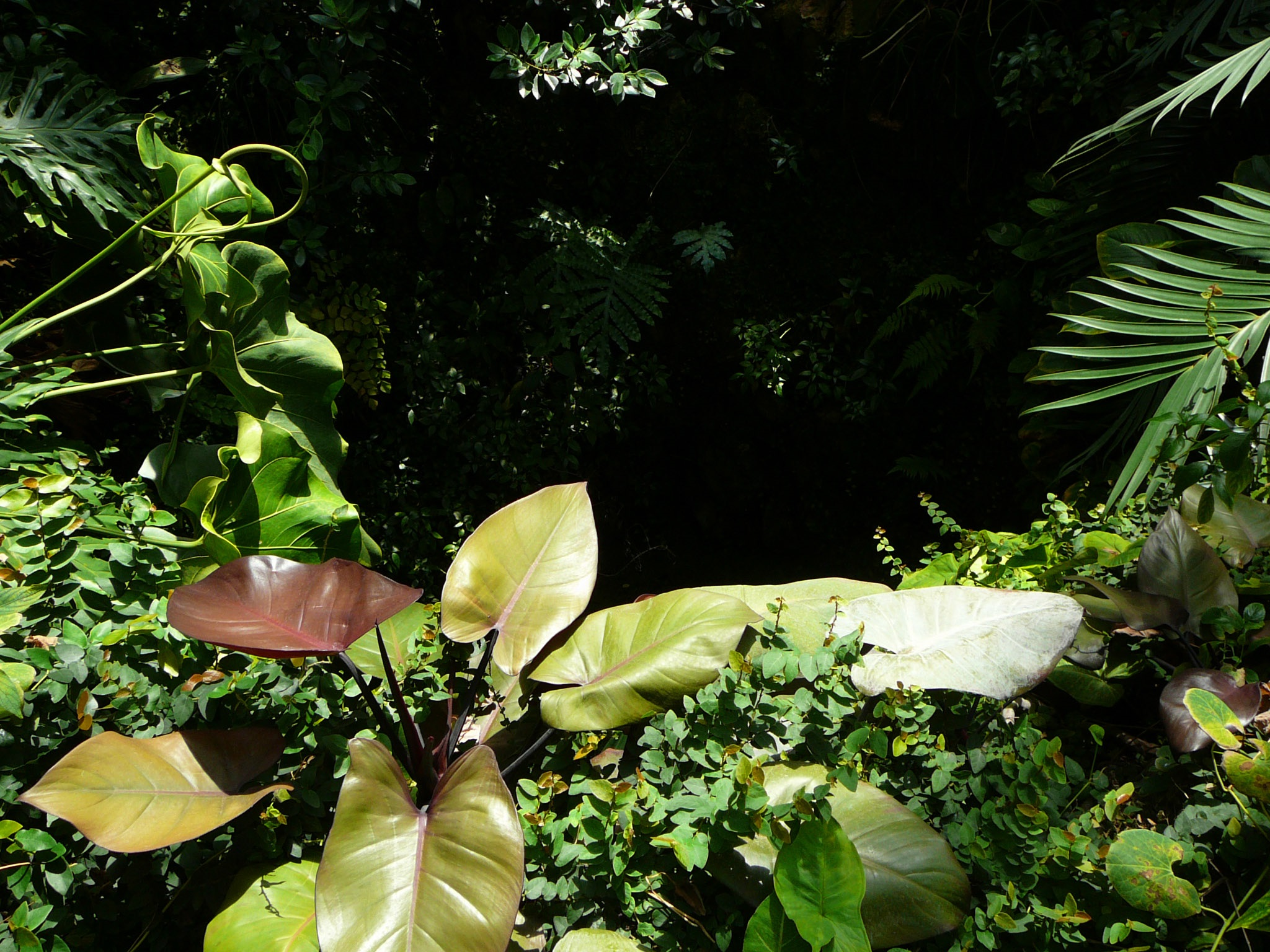
Végétation tropicale sous serre
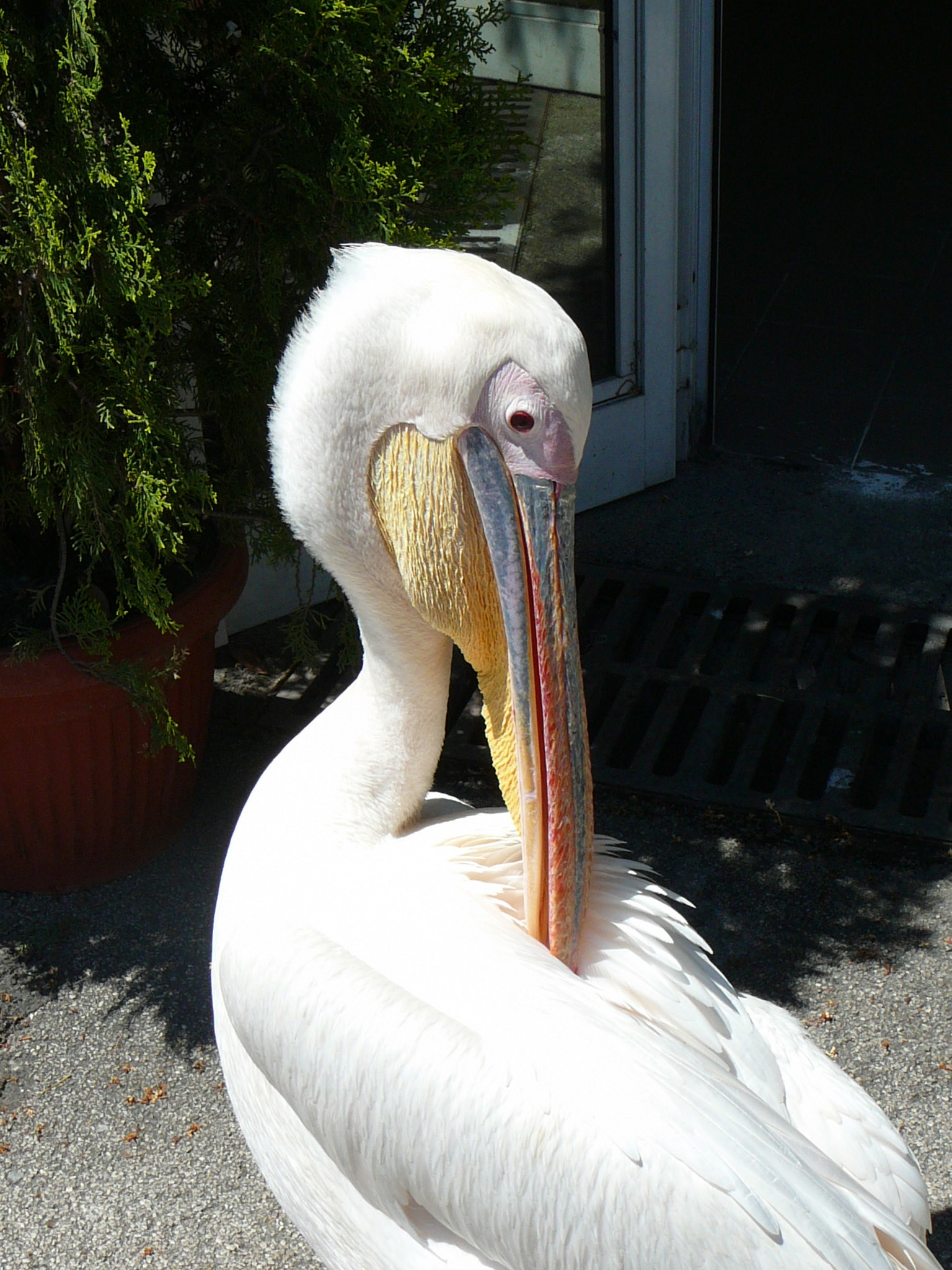
Pélican blanc
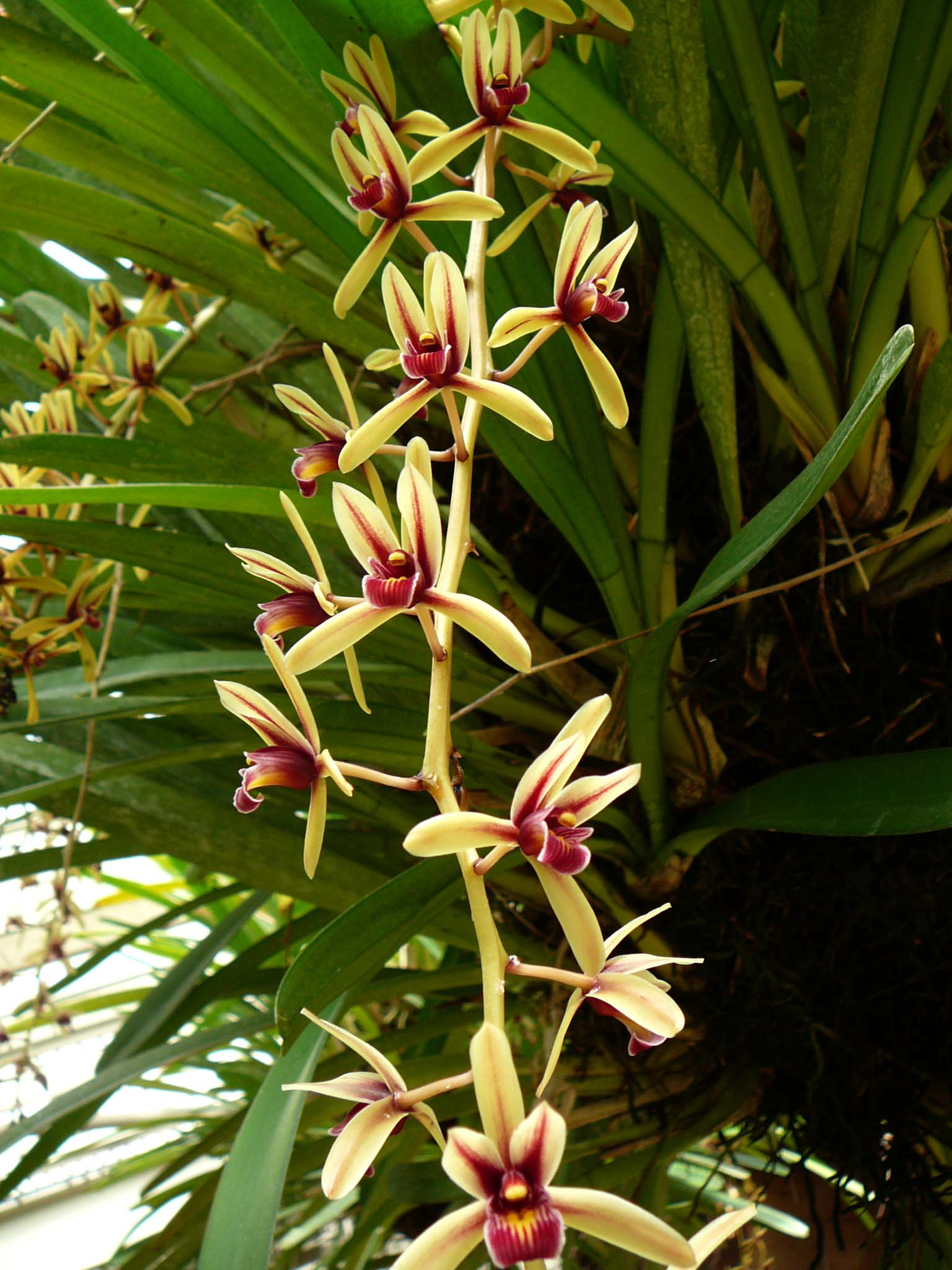
Cymbidium dayanum
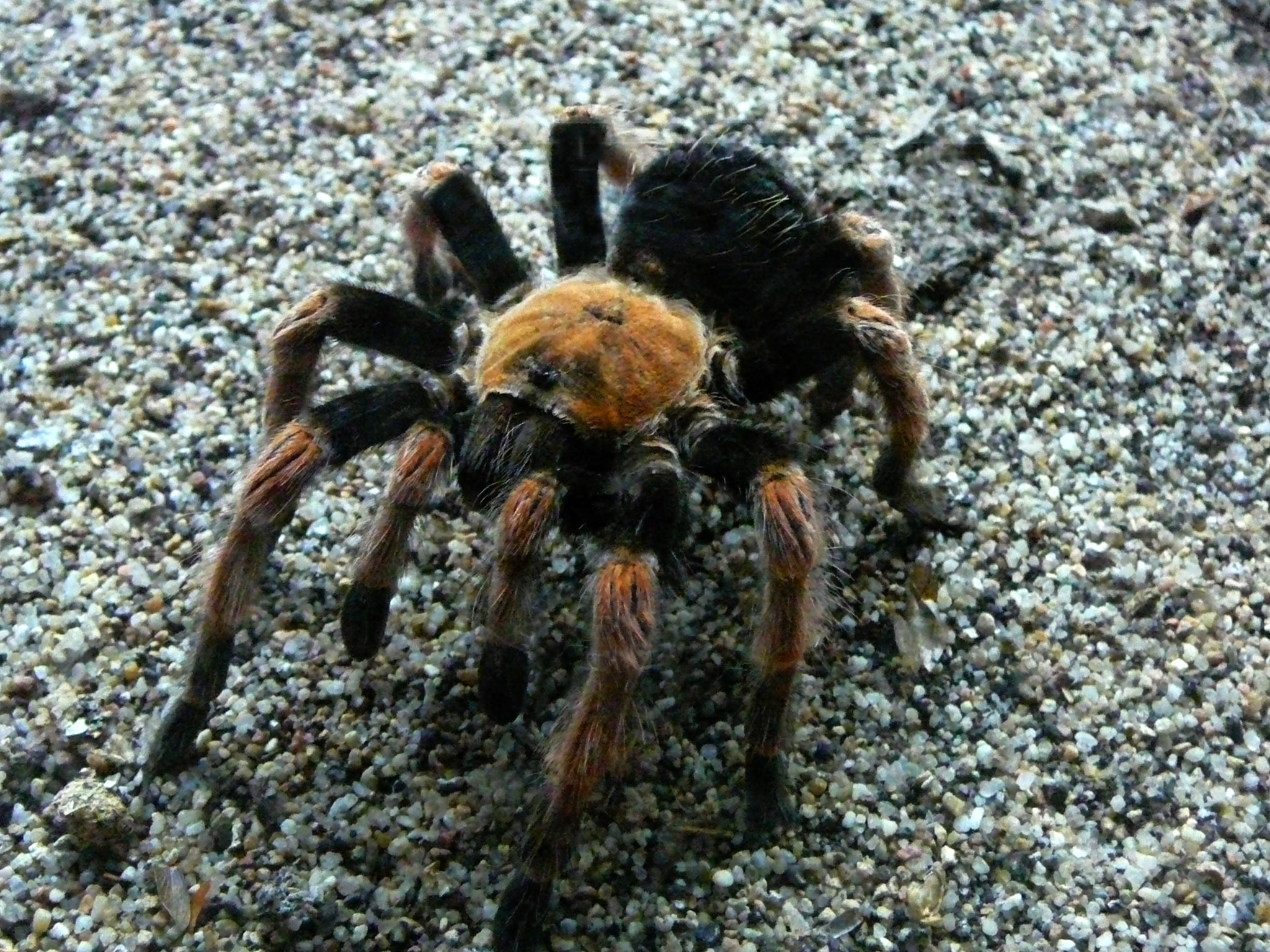
Brachypelma hamorii ou Mygale à pattes rouges
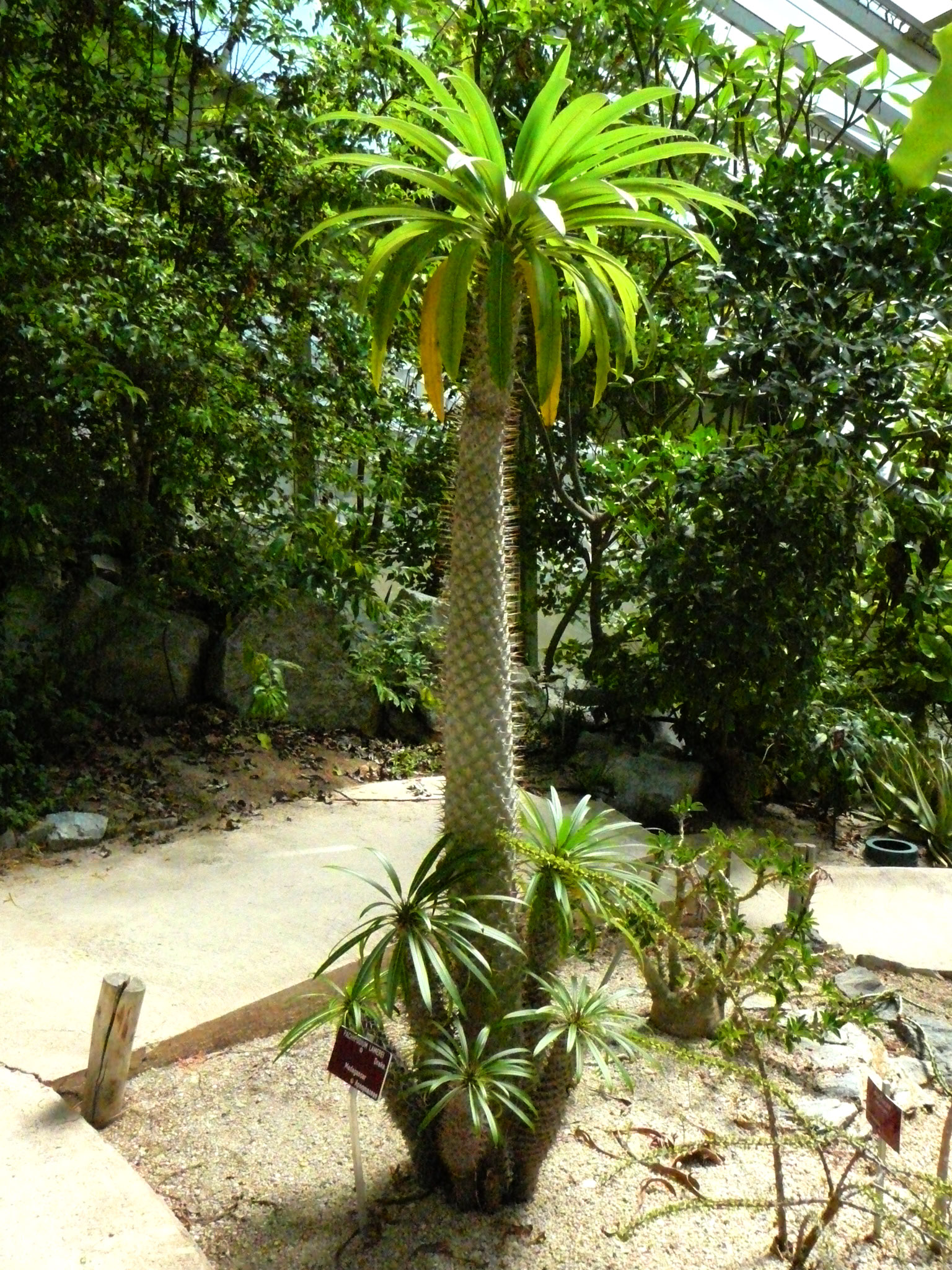
Pachypodium lamerei, originaire de Madagascar dans la serre aride
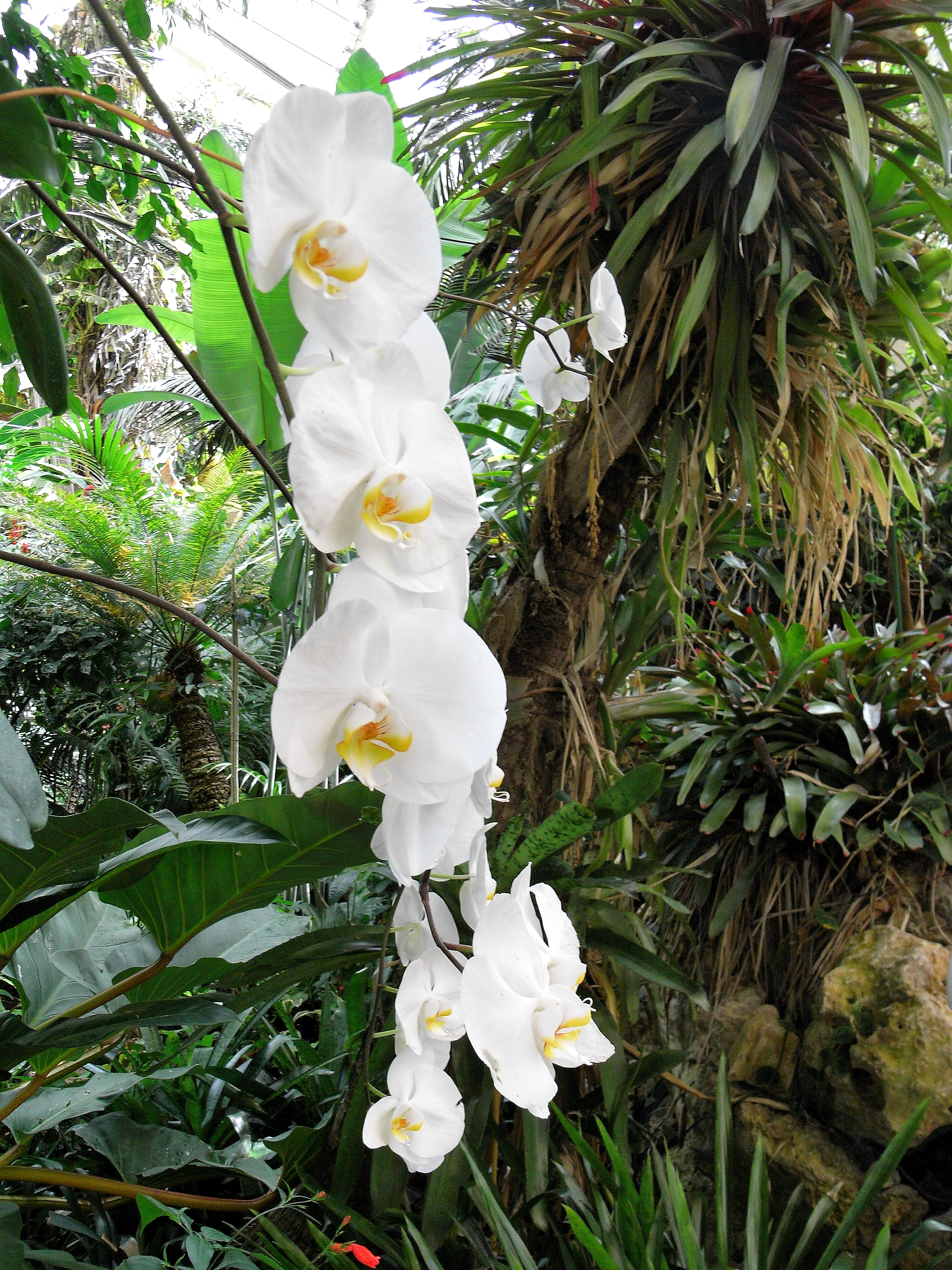
Orchidée papillon du genre Phalaenopsis.